# Богданівська сільська рада (Семенівський район)
Богданівська сільська рада — колишній орган місцевого самоврядування у Семенівському районі Полтавської області з центром у с Богданівка.
Населення — 856 осіб.

## Населені пункти
Сільраді були підпорядковані населені пункти:
- c. Богданівка
- с. Байрак
- с. Курганне